# Ytre Rendals kommun
Ytre Rendals kommun (norska: Ytre Rendal kommune) var en kommun i Hedmark fylke i östra Norge. Kommunen omfattade den södra delen av nuvarande Rendalens kommun. Tätorten Otnes utgjorde kommunens centralort.

## Administrativ historik
Ytre Rendals kommun upprättades 1880 när den dåvarande kommunen Rendal delades i två och de båda kommunerna Ytre Rendal respektive Øvre Rendal bildades. Kommunen hade 1 661 invånare vid upprättandet.
Den 1 januari 1911 bröts ett område med 311 invånare ut ur kommunen för att tillsammans med en delar av kommunerna Tolga, Trysil och Øvre Rendal bilda Engerdals kommun.
Den 1 januari 1965 gick kommunen upp i Rendalens kommun. Kommunens hade då 1 913  invånare.